# Аихмофобия
Аихмофобия (от гръцки: aichmē – „заострен“ и phobos – „страх“) е вид специфична фобия, болезнен страх от остри или заострени обекти (като игли, ножове или дори по-остри пръсти).